# Opel Astra Electric
Az Opel Astra Electric egy akkumulátoros elektromos, melyet a németországi Opel gyárt. Az Astra Electric a hatodik generációs Opel Astra elektromos változata.

## Műszaki adatok

### Szállítás
Az autóban öt ülés található, amelyek közül kettő Isofix gyereküléshez is alkalmas. Alapból 352 literes a csomagtér, amely a hátsó üléssor lehajtásával 1268 literesre bővíthető.

### Akkumulátor
A 100 kW-os egyenáramú gyorstöltés segítségével 26 perc alatt 80%-ra tölthető. Ennek eredményeként a WLTP szerinti hatótávolsága 418 km.

### Teljesítmény
Az autó elektronikus hajtáslánca 115 kW-os teljesítményre képes.

## Képtár

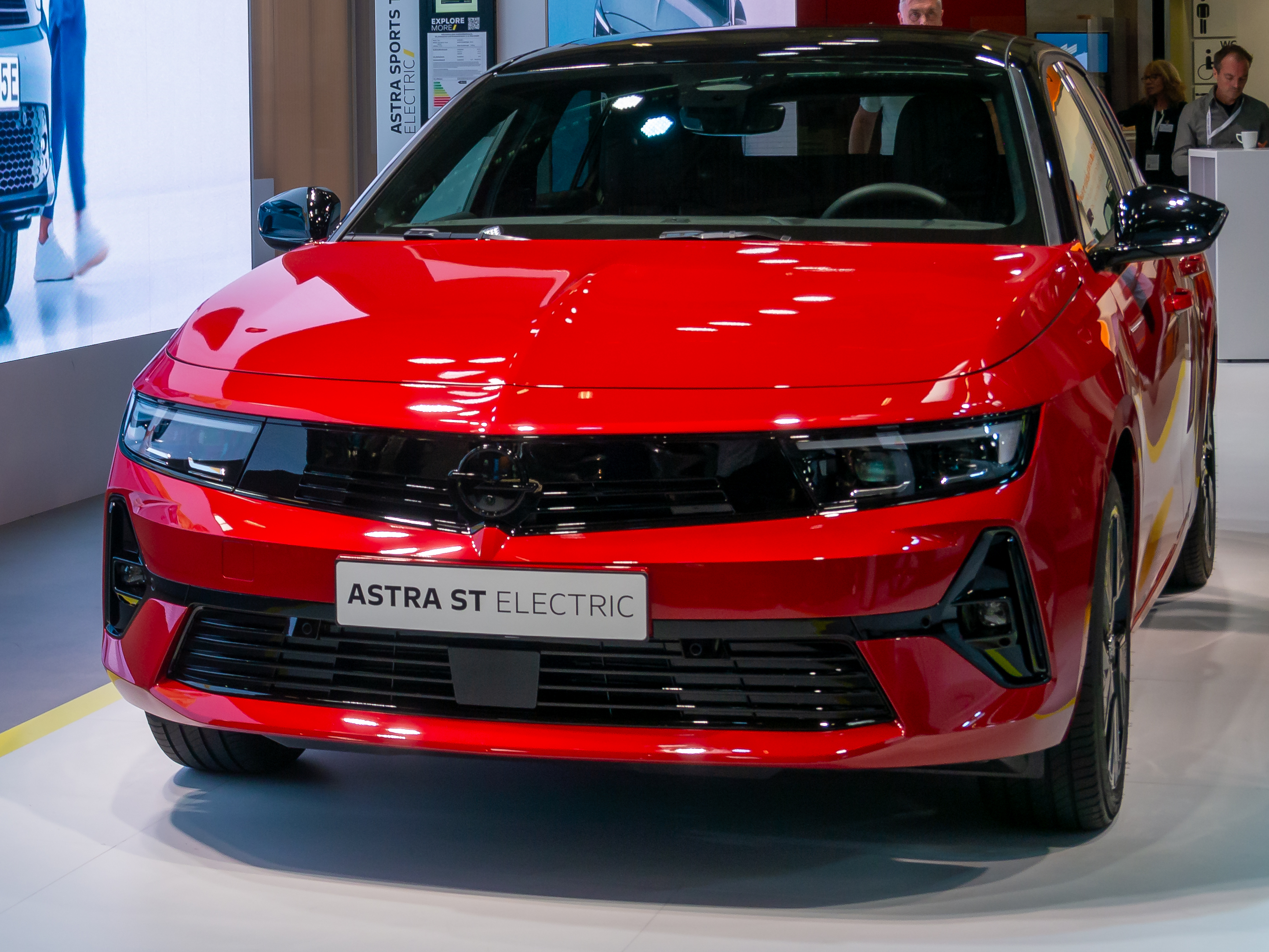
Elölnézetből
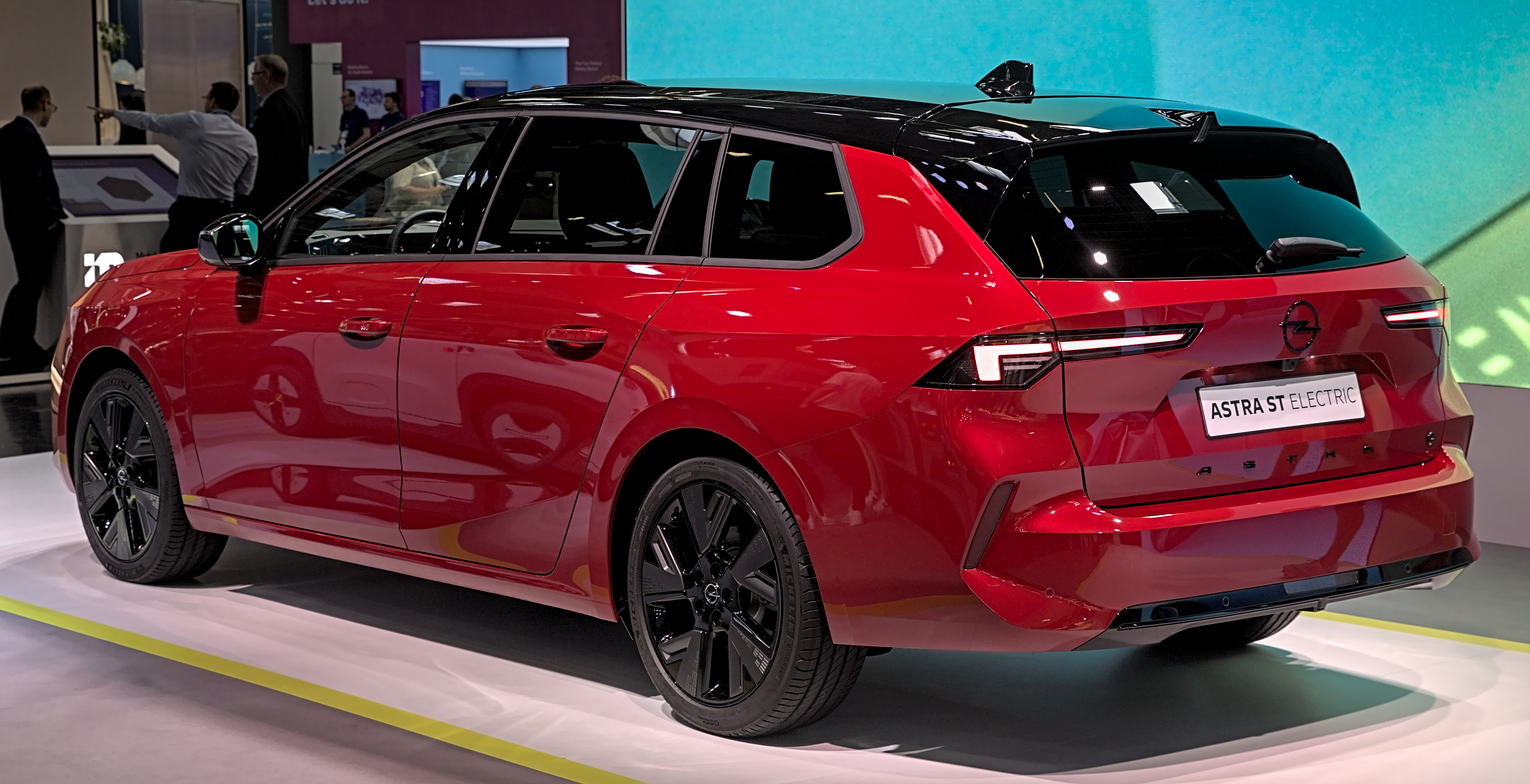
Hátulnézetből